# Cavi di Lavagna
Cavi di Lavagna - o semplicemente Cavi - è una frazione di 400 abitanti del comune di Lavagna, nella città metropolitana di Genova.

## Geografia e storia

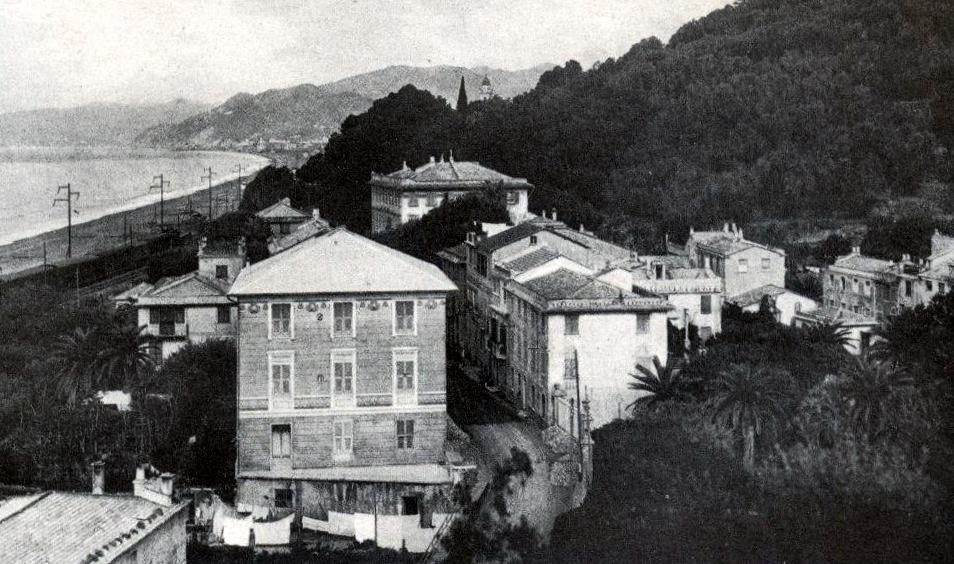
Panorama di Cavi Borgo all'inizio del XX secolo

La frazione è situata sulla costa del golfo del Tigullio tra i comuni di Lavagna e Sestri Levante. Originariamente storico piccolo borgo di pescatori è oggi un'importante e conosciuta località turistica - balneare del comprensorio, soprattutto nel periodo estivo; il litorale è tipicamente basso e sabbioso.
Attualmente si possono riconoscere due zone principali a Cavi: quella più antica, ma ora meno frequentata, denominata Cavi Borgo (più vicina a Sestri Levante), e la più moderna, dove si trova anche una discoteca, chiamata Cavi Arenelle (più vicina a Lavagna).
Secondo alcune fonti storiche l'origine del toponimo Cavi sarebbe da ricercare nella storpiatura dalla lingua ligure della parola capo o dalla più semplice "cave", queste ultime richiamanti le antiche cave di ardesia nell'immediato entroterra.

## Monumenti e luoghi d'interesse

### Architetture religiose
- Chiesa parrocchiale della Santissima Concezione, costruita nel 1757 e decorata da marmi lavorati, fu anticamente succursale della vicina parrocchia di Santa Giulia di Centaura - nell'omonima frazione lavagnese - e fu nel 1797 che venne resa indipendente dall'arcivescovo di Genova monsignor Giovanni Lercari[1].
- Chiesa di Gesù Risorto[1], costruita tra gli ottanta e novanta del XX secolo e consacrata il 30 aprile del 2000, nella località di Cavi Arenelle.
- Cappella di San Leonardo, già "dei Francesi", edificata nel corso del XVIII secolo. Presso il promontorio Campanino, ai confini con Sestri Levante, già esisteva una cappella con annesso ospitale intitolata a san Leonardo dei Francesi; tale edificio fu di proprietà dei Cavalieri di Malta fino al 1665, quando passò alle dipendenze di Leonardo Frugoni che si occopò anche dei terreni annessi. I terreni, concessi in enfiteusi al Frugoni, passarono poi ai Cambiaso e successivamente ai marchesi Negrotto. La primitiva cappella, dopo un suo uso come ricovero per animali, cadde definitivamente in rovina. L'attuale edificio sorse nel corso del XVIII secolo assieme al vicino palazzo della famiglia Cambiaso e poi dei marchesi Negrotto. Un'epigrafe relativa alle indulgenze concesse da papa Innocenzo XI in perpetuo (1689) fu recuperata dall'antica cappella e qui murata. Al suo interno, presso l'altare marmoreo, vi è una pala del pittore Bartolomeo Biscaino raffigurante la Madonna del Carmine col Bambino, sant'Erasmo vescovo e san Leonardo di Limoges.
- Cappella di San Nicolò, situata sopra il centro abitato di Cavi Arenelle.

### Architetture civili
- Palazzo dei marchesi Negrotto, già Cambiaso. L'edificio, di proprietà privata, venne edificato nella seconda metà del XVIII secolo dalla famiglia Cambiaso; contemporanea è l'attigua cappella di San Leonardo. Passò poi alle dipendenze dei marchesi Negrotto. Fu in passato una colonia marina.

## Infrastrutture e trasporti
Il centro di Cavi è attraversato principalmente dalla strada statale 1 Via Aurelia, sulla quale sono svolte autocorse in servizio pubblico a cura della società AMT Genova.
La frazione ospita una fermata ferroviaria lungo la ferrovia Genova-Pisa, che si trova a pochi passi dal centro del paese e dalle spiagge.
Inoltre, è possibile percorrere una antica via romana che, situata sulle colline, offre un ottimo panorama delle due zone (Arenelle e Cavi Borgo) e dell'intero golfo del Tigullio.

## Galleria d'immagini

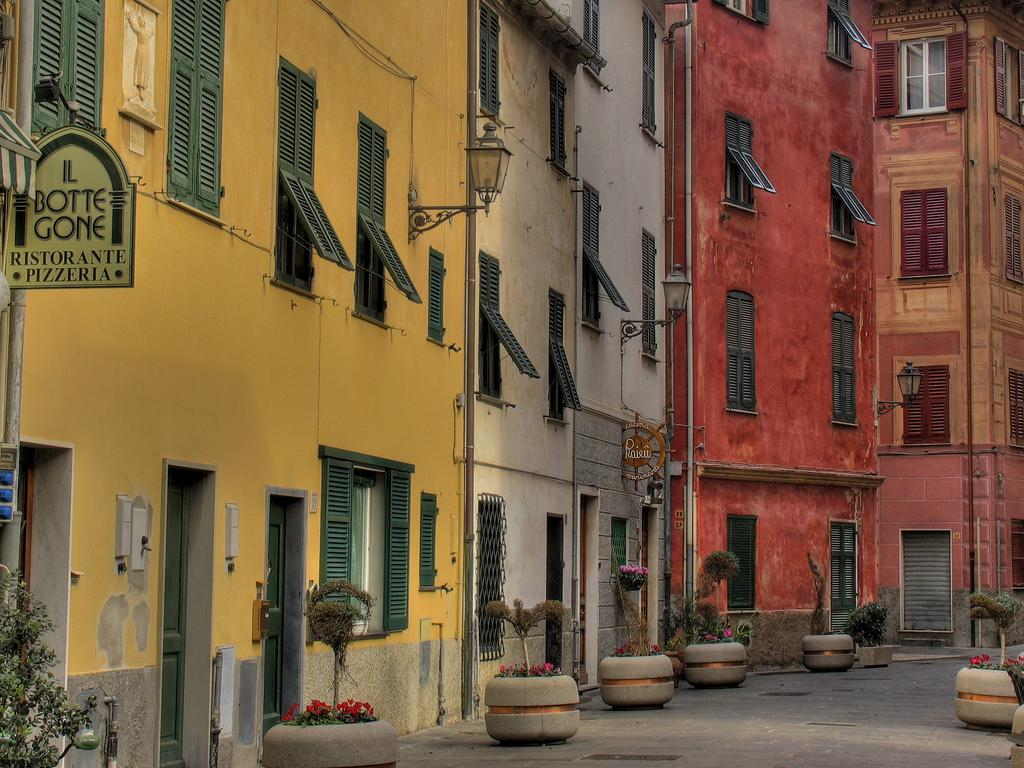
Scorcio del centro storico di Cavi Borgo
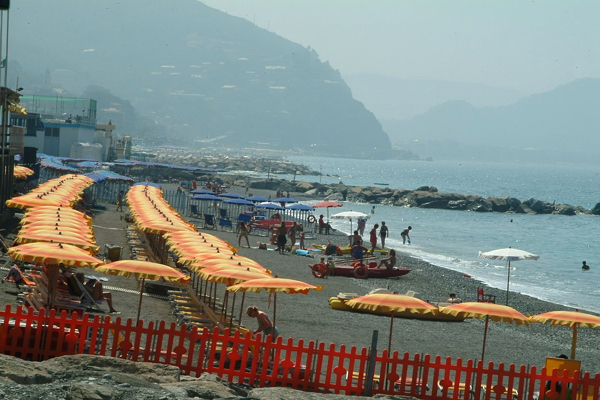
La spiaggia nel periodo estivo
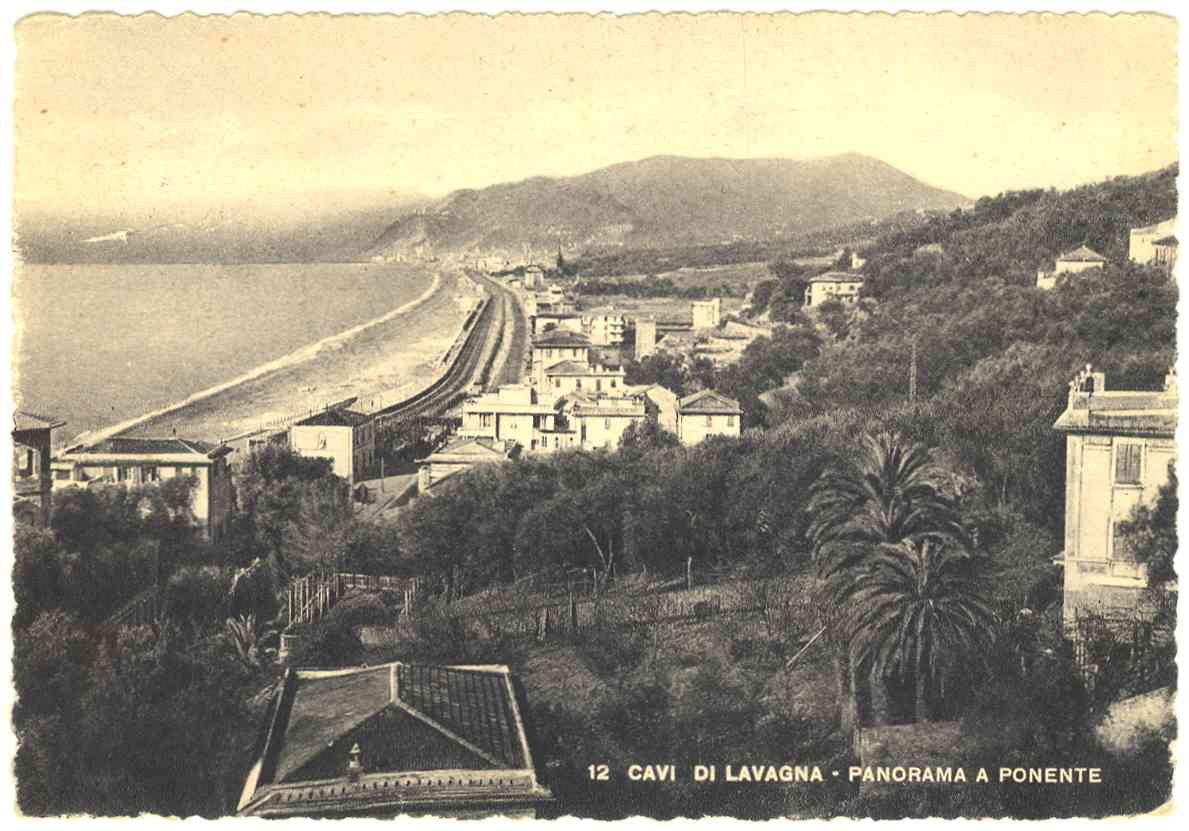
Cartolina del 1949
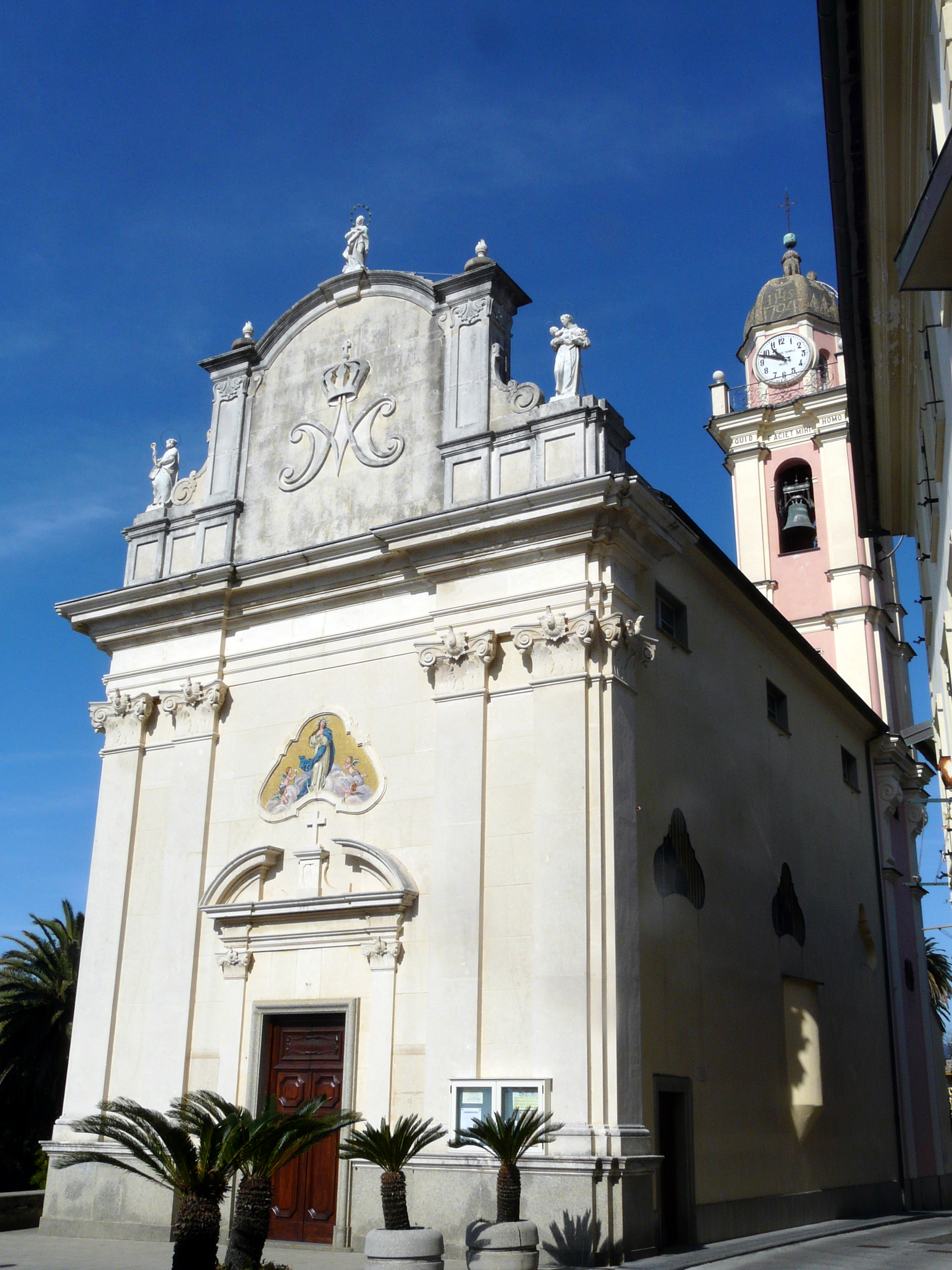
La chiesa della Santissima Concezione